# Gwiazda Morza Śródziemnego
Gwiazda Morza Śródziemnego – polskie odznaczenie pamiątkowe przyznawane uczestnikom Polskiego Kontyngentu Wojskowego, biorącym udział w operacjach w rejonie Morza Śródziemnego, Morza Czarnego i Morza Egejskiego (m.in. Active Endeavour). Jest jednym z odznaczeń wojskowych, które nadawane są w Polsce w czasie pokoju.

## Utworzenie
Gwiazdy jako polskie odznaczenia ustanowiono ustawą z dnia 14 czerwca 2007 o zmianie ustawy z dnia 16 października 1992 o orderach i odznaczeniach, razem z Wojskowym Krzyżem Zasługi, Wojskowym Krzyżem Zasługi z Mieczami, Morskim Krzyżem Zasługi, Morskim Krzyżem Zasługi z Mieczami, Lotniczym Krzyżem Zasługi, Lotniczym Krzyżem Zasługi z Mieczami oraz Medalem za Długoletnią Służbę. Zmiana została wprowadzona w życie 10 października 2007, po upływie trzech miesięcy od momentu ogłoszenia, które nastąpiło 9 lipca. Równocześnie Prezydent Rzeczypospolitej Polskiej rozporządzeniem z dnia 31 lipca 2007 zmienił rozporządzenie z dnia 10 listopada 1992 w sprawie opisu, materiału, wymiarów, wzorów rysunkowych oraz sposobu i okoliczności noszenia odznak orderów i odznaczeń. 
Zgodnie z treścią wyżej wymienionej ustawy "odznaczenia wojskowe o charakterze pamiątkowym mające w nazwie wyraz "Gwiazda" są nagrodą za nienaganną służbę w polskich kontyngentach wojskowych poza granicami państwa". W precedencji polskich odznaczeń zajmują miejsce po Medalu za Długoletnie Pożycie Małżeńskie i są najniższymi w aktualnym systemie odznaczeń państwowych. Gwiazda Morza Śródziemnego została ustanowiona rozporządzeniem Prezydenta Rzeczypospolitej Polskiej z dnia 12 lutego 2010 w sprawie nazwy, wstążki, okuć oraz wzorów rysunkowych Gwiazdy Konga, Gwiazdy Czadu i Gwiazdy Morza Śródziemnego, które weszło w życie 13 maja 2010.

## Nadawanie
Gwiazdę Morza Śródziemnego nadaje i wręcza Prezydent Rzeczypospolitej Polskiej, z inicjatywy własnej, a także na wniosek ministra właściwego do spraw obrony lub ministra właściwego do spraw wewnętrznych. Prezydent ma również prawo do pozbawienia Gwiazdy osoby nią odznaczonej.
Gwiazda Morza Śródziemnego nadawana jest żołnierzom pełniącym służbę w Polskim Kontyngencie Wojskowym w składzie sił NATO wydzielonych do operacji Active Endeavour na Morzu Śródziemnym i na Morzu Czarnym w okresach:
- 24 lutego 2006 – 8 marca 2006;
- 6 października 2006 – 31 marca 2007;
- 15 lipca 2008 – 30 listopada 2008;
- 1 października 2008 – 31 marca 2009.

Z dniem 31 grudnia 2013 nadawanie odznaczeń za operację Active Endeavour w latach 2006-2009 zostało uznane za zakończone. Zgodnie z zapisami ustawy z dnia 28 lipca 2023 nadawanie Gwiazd za operacje zakończone przed 2021 przedłużono do roku 2025.
W 2017 r. rozszerzono zasady nadawania Gwiazdy Morza Śródziemnego o inne operacje wojskowe w rejonie Morza Śródziemnego, Morza Czarnego lub Morza Egejskiego.

## Wygląd
Odznaką jest patynowany na brązowo medal o średnicy 44 mm w kształcie czteropromiennej gwiazdy z dwoma skrzyżowanymi mieczami, ostrzami skierowanymi ku górze, z wypukłym monogramem z liter "RP" na górnym promieniu i wypukłym umieszczonym pośrodku napisem "MORZE ŚRÓDZIEMNE". Na dolnym promieniu i między górnymi promieniami znajdują się stylizowane liście wawrzynu. Rewers składa się z wypukłego, dwuwierszowego napisu "PACI SERVIO", a poniżej jest miejsce na wygrawerowanie przez odznaczonego dat służby.
Gwiazda Morza Śródziemnego zawieszona jest na wstążce w kolorze zieleni morskiej, szerokości 35 mm, z czerwonym paskiem szerokości 4 mm przez środek, mającym po bokach prążki białe szerokości 2 mm oraz po brzegach umieszczone symetrycznie połączone prążki w barwach flagi NATO: niebieski i biały, szerokości 3 mm każdy
Na wstążce nakłada się okucie w kształcie listewki szerokości 5 mm, matowej, patynowanej na brązowo, z polerowanymi krawędziami, z napisem, odpowiednio, ACTIVE ENDEAVOUR albo nazwą innej operacji wojskowej, prowadzonej w rejonie Morza Śródziemnego, Morza Czarnego lub Morza Egejskiego.

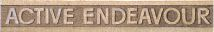
Okucie ACTIVE ENDEAVOUR